# Ermania
Ermania es un género de plantas fanerógamas de la familia Brassicaceae. Comprende 21 especies. 

## Especies seleccionadas
- Ermania albiflora (T.Anderson) O.E.Schulz
- Ermania bifaria Botsch.
- Ermania borealis (Greene) Hultén
- Ermania crassifolia (Camb.) Ovcz. & S.Yu.Yunusov
- Ermania flabellata (Regel) O.E.Schulz
- Ermania himalayensis O.E.Schulz
- Ermania incana (Ovczinn.) Botsch.
- Ermania kachrooi Dar & Naqshi
- Ermania kashmiriana Dar & Naqshi -
- Ermania koelzii O.E.Schulz
- Ermania lanuginosa (Hook.f. & Thomson) O.E.Schulz
- Ermania linearis (N.Busch) Botsch.
- Ermania microcarpa (Ledeb.) Dvorak
- Ermania pamirica (Korsh.) Ovcz. & S.Yu.Yunusov
- Ermania parkeri O.E.Schulz
- Ermania parryoides Cham.
- Ermania prolifera (Maxim.) O.E.Schulz
- Ermania saposhnikovii A.N.Vassiljeva
- Ermania scaposa (Jafri) Botsch.
- Ermania stewartii (T.Anderson) O.E.Schulz
- Ermania villosa (Maxim.) O.E.Schulz